# Cal Pau de Fora
Cal Pau de Fora és una obra de Calafell (Baix Penedès) protegida com a Bé Cultural d'Interès Local.

## Descripció
Edifici entre mitgeres de planta trapezoïdal i dues crugies que disposa de planta baixa i dues plantes altes. Té la coberta de dos aiguavessos amb el carener paral·lel a la façana principal, la qual és situada al costat oest. A la planta baixa hi ha la porta d'accés i una finestra a cada costat. Probablement, la porta i la finestra rectangular horitzontal de la dreta són el resultat d'una modificació realitzada durant la segona meitat del segle xx. Al primer pis hi ha un balcó i al segon dues finestres. A la part superior hi ha una canal feta amb elements seriats de ceràmica (tortugada). Fixats a la façana, que és arrebossada i pintada de color blanc, hi ha diversos cables elèctrics. Els murs són afectats per humitats capil·lars. El mur posterior de la planta baixa és constituït per la roca natural del turó del castell.